# Superorganismo

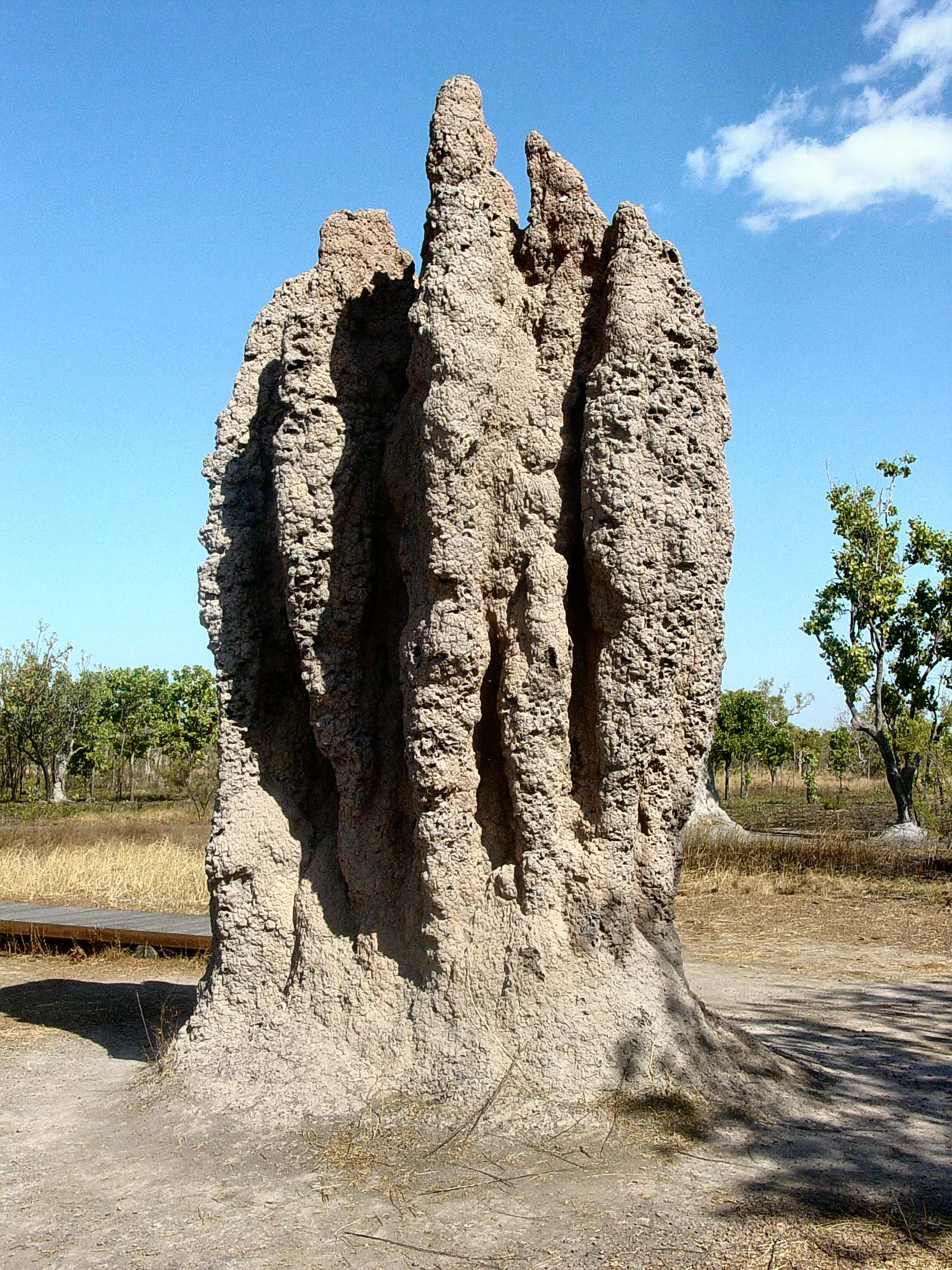
Colonia de termitas.

La palabra superorganismo se utiliza en biología y ecología para resumir una forma de ver la naturaleza de la sociedad. Es aplicada en himenópteros como las abejas, las hormigas y avispas, así como las termitas (blatodeos, más cercanos a las cucarachas que a las hormigas), todos ellos insectos sociales.
Es un concepto sociobiológico que se refiere a una organización social, como una comunidad, que trasciende los organismos biológicos que la componen.
Todos los superorganismos tienen en común:
- La existencia de un nido común que da protección y permite el aprovisionamiento.
- La longevidad de la madre y solapamiento de generaciones de hermanas.
- La distribución y reparto de funciones de la colonia, con la aparición de las castas.
- La comunicación entre todos los constituyentes del grupo social.

Esta vida social confiere a los animales que la presentan determinadas ventajas en el aprovechamiento de los recursos que hace que logren un mayor éxito evolutivo:
- Mayor número de descendientes por cada madre.
- Mantener una independencia del medio externo, superando condiciones adversas.
- Mayor longevidad que el resto de los insectos.

Una abeja es un ente de acción, pero ésta vive de acuerdo con cierta división de trabajo, hay obreras, zánganos y reinas. Esa organización social permite afirmar que los objetivos de la abeja individual están subordinados a los de la colmena. 
Si miramos la colmena como parte de un sistema biológico más amplio, podríamos señalar algunas relaciones simbióticas o sinérgicas que podrían resultar de interés: las lluvias hacen posible el arroyo. El arroyo crea un buen ambiente para el árbol. El árbol florece. Las abejas liban estas flores, recolectando el néctar con el cual producen la miel y el polen de donde obtienen las proteínas, oligoelementos y vitaminas. Algunos biólogos describen como superorganismo a esos entes complejos que operan en una relación de cooperación mutua. 
Algunos hasta sostienen que todo lo que vemos es un inmenso superorganismo, donde hasta los virus tienen relación con la vida de todo el conjunto, del cual forma parte la especie humana. A esta teoría se denomina Hipótesis de Gaia.